# Noble Automotive
La Noble Automotive Ltd., più semplicemente conosciuta come Noble, è una casa automobilistica inglese attiva dal 1999.

## Storia
La Noble è stata fondata nel 1999 da Lee Noble a Barwell nella regione del Leicestershire, in Inghilterra, con lo scopo di produrre vetture ad alte prestazioni con motore posteriore-centrale e trazione posteriore. Lee Noble proveniva da precedenti esperienze con il suo team Noble Motorsport (con cui progettò e portò in gara le kitcar Ultima Mk1, Ultima Mk2 e Ultima Mk3, che surclassarono la concorrenza) e la casa costruttrice Ascari Cars, per cui aveva progettato la carrozzeria della concept Ascari FGT, e ha in seguito venduto la compagnia a Peter Dyson nell'agosto del 2006, dato le dimissioni nel febbraio 2008 ed annunciato il suo nuovo progetto, Fenix Automotive nel 2009.
L'azienda è stata spostata in una sede più grande sita a Meridian Business Park vicino a Leicester.
I diritti della M12/M400 sono stati venduti dalla Noble Automotive nel febbraio 2007 alla 1G Racing di Ohio che sta per produrne una versione aggiornata, chiamata Rossion Q1.
La Noble ha presentato nel 2010 la M15/M600; e la Noble M600 Speedster

## Modelli
- Noble M10 (1999 - 2000)
- Noble M12 (2000 - 2008)
- Noble M400 (2004 - 2007)
- Noble M14 (2004)
- Noble M15 (2006 - 2011)
- Noble M600 (2010 - 2018)
- Noble M500